# Polygala aethiopica
Polygala aethiopica är en jungfrulinsväxtart som beskrevs av Chod.. Polygala aethiopica ingår i släktet jungfrulinssläktet, och familjen jungfrulinsväxter. Inga underarter finns listade i Catalogue of Life.